# Artur Märchen

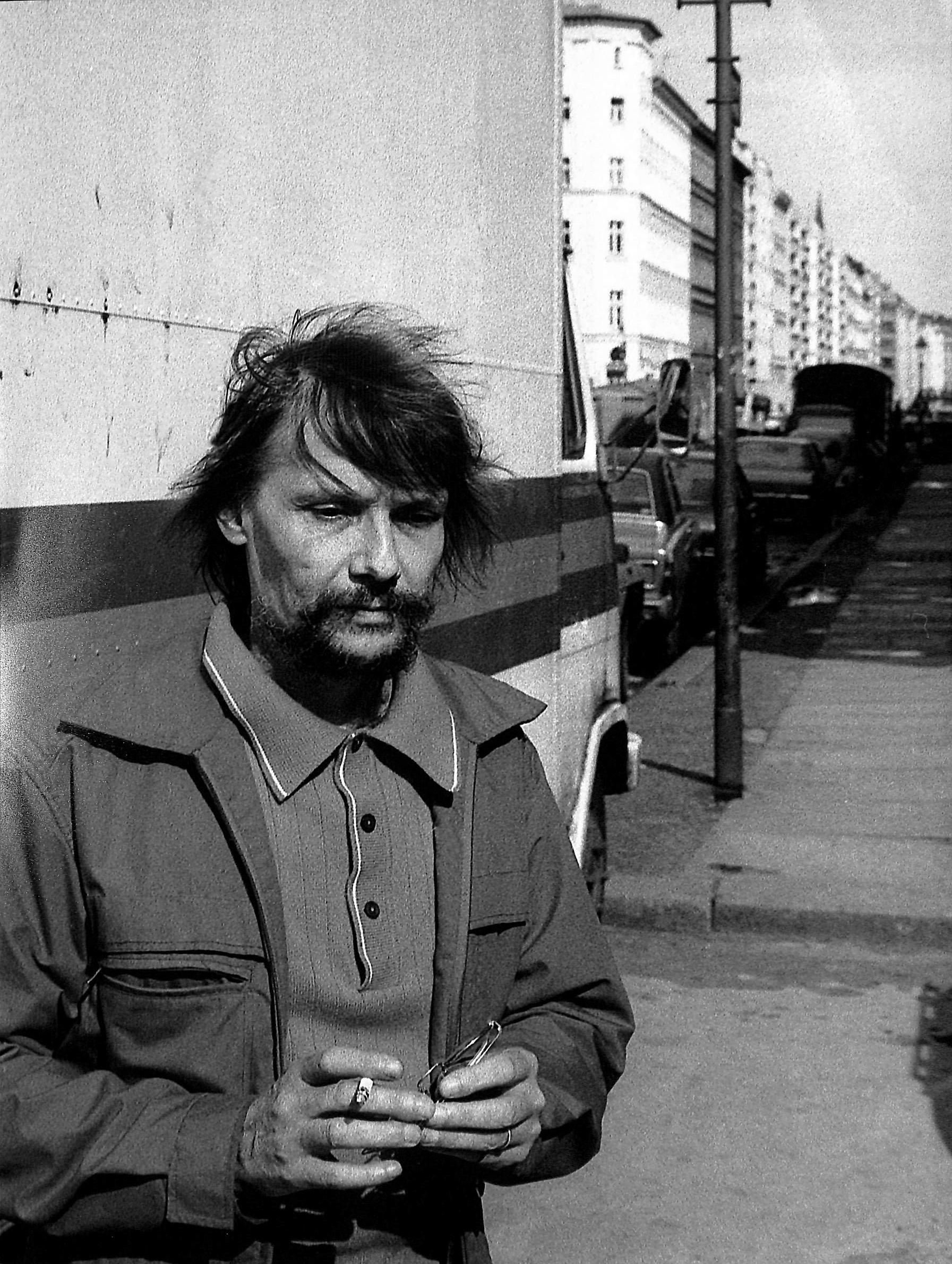
Artur Märchen, 1974

Artur Märchen (Künstlername), bürgerlicher Name: Artur Ernst Erich Raake (* 7. November 1932 in Grünberg (Schlesien); † 1. März 2002 in Berlin) war ein deutscher Künstler, Lebenskünstler, Grafiker, Maler und Poet aus der Gruppe der Berliner Malerpoeten.

## Leben
Artur Märchen wuchs in Berlin-Kreuzberg auf und schlug sich als Matrose, Karussellbauer, Kneipenmusiker, Leierkastenbauer, Tischler, Uhrmacher, Schuhmacher und mit mancherlei Gelegenheitsarbeiten durch. Anfang der 1960er Jahre erhielt er von der Wirtin Rosi aus der Kreuzberger Kiezkeipe Leierkasten seinen – auch von ihm selbst genutzten – Spitznamen Märchen, weil er als Erzähler von ungewöhnlichen Geschichten aufgefallen war. Seit 1964 wohnte er in der Zossener Straße 52.
Er war bekannt und befreundet mit vielen der Berliner Malerpoeten Günter Bruno Fuchs, Günter Grass, Aldona Gustas, Roger Loewig, Christoph Meckel, Kurt Mühlenhaupt, Karl Oppermann, Oskar Pastior, Robert Wolfgang Schnell, Wolfdietrich Schnurre, Friedrich Schröder-Sonnenstern, Joachim Uhlmann, Nepomuk Ullmann und Hans-Joachim Zeidler. 1962 heiratete er Erika Hoffmann. Nach der Scheidung heiratete er 1965 Marika Carstens (19. Juli 1942 bis 21. Mai 2018), die als Illustratorin von Kinderbüchern ebenfalls künstlerisch tätig war. Im Jahre 1966 wurde die Tochter Caterina geboren. Sie ist als Cat Suckow in der Musikergruppe Rigsby tätig. Artur Märchens Werke finden sich bevorzugt in kleineren Auflagen im Handpressendruck.

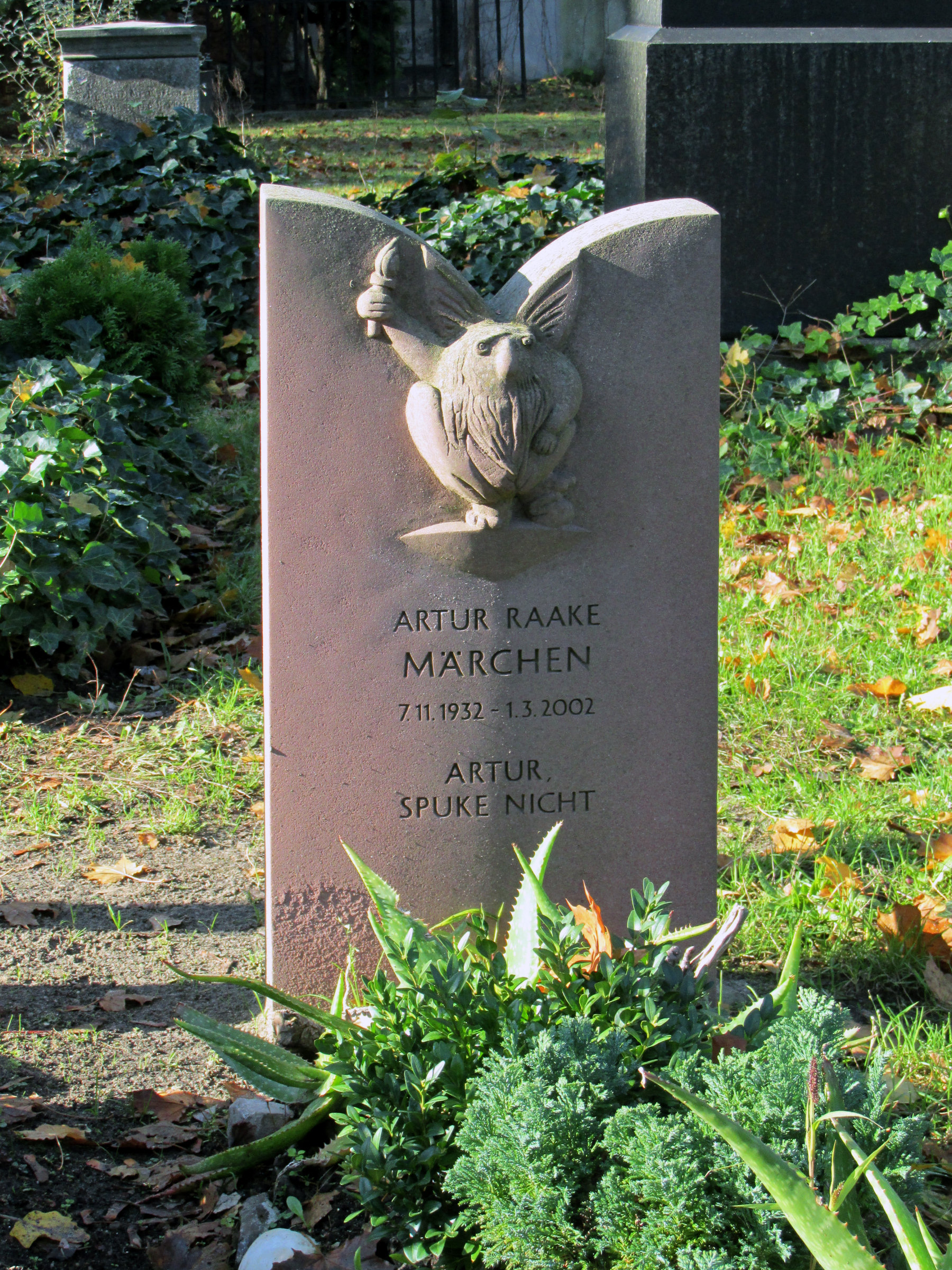
Grab von Artur Märchen

Seine letzte Ruhe fand er auf dem Friedhof II der Jerusalems- und Neuen Kirche am Halleschen Tor. Anlässlich der Beisetzung am 15. März 2002 gaben ihm viele seiner künstlerischen Weggefährten das letzte Geleit.

## Ausstellungen (Auswahl)
- 7. November 2012 bis zum 26. Januar 2013 im Kelleratelier Künstlerpech in Berlin
- 9. August bis 30. August 2014 in der Kreuzberger Marheineke-Halle im Zyklus Berliner Malerpoeten
- 11. November 2022 bis 18. Januar 2023 in der Galerie "Die kleine Weltlaterne" "Artur Märchen Raake, 1932–2002, Erinnerungen zum 90. Geburtstag".

## Schriften
Buchillustrationen u. a. in Handpressendrucken wie z. B.
- Ein Liebes Gedicht. Polyphem Handpressendruck, Berlin 1968.
- Gegensätze oder Scheidung tut weh. Polyphem Handpressendruck 1968.
- Fabelwesen. 10 farb. Zeichngn mit 4 Gedichten von Robert Wolfgang Schnell. Siebrasse, Berlin 1969.
- Fast ernsthafte Märchen. Polyphem Handpressendruck 1971.
- Märchens Grimm. Hugo Hoffmann Atelier-Handpresse Kreuzberg, Berlin 1992.
- Affenschaukel. Atelier-Handpresse Kreuzberg/Atelier Künstlerpech Hugo Hoffmann, Berlin 2012.